# Peter Fraser
Peter Fraser CH PC (/ˈfreɪzər/; 28 de agosto de 1884–12 de dezembro de 1950) foi um político neozelandês que serviu como 24º primeiro-ministro da Nova Zelândia de 27 de março de 1940 a 13 de dezembro de 1949. Considerado uma figura importante na história do Partido Trabalhista da Nova Zelândia, ele esteve no cargo por mais tempo do que qualquer outro primeiro-ministro trabalhista.
Nascido e criado nas Terras Altas da Escócia, Fraser abandonou a educação cedo para poder sustentar a família. Enquanto trabalhava em Londres em 1908, Fraser ingressou no Partido Trabalhista Independente, mas o desemprego o levou a emigrar para a Nova Zelândia em 1910. Ao chegar a Auckland, ele conseguiu emprego como estivador e envolveu-se na política sindical ao ingressar no Partido Socialista da Nova Zelândia. Em 1916, Fraser esteve envolvido na fundação do Partido Trabalhista unificado. Ele passou um ano na prisão por sedição depois de se manifestar contra o recrutamento durante a Primeira Guerra Mundial. Em 1918, Fraser venceu uma eleição suplementar em Wellington e entrou na Câmara dos Representantes.
Fraser tornou-se ministro do gabinete em 1935, servindo sob o comando de Michael Joseph Savage. Exerceu diversas pastas e tinha particular interesse pela educação, que considerava vital para a reforma social. Como Ministro da Saúde, introduziu a Lei da Segurança Social de 1938, que estabeleceu um serviço universal de saúde. Fraser tornou-se líder do Partido Trabalhista e primeiro-ministro em 1940, após a morte de Savage no cargo.
Fraser é mais conhecido por liderar o país durante a Segunda Guerra Mundial, quando mobilizou suprimentos e voluntários da Nova Zelândia para apoiar a Grã-Bretanha, ao mesmo tempo que impulsionava a economia e mantinha o moral interno. Ele formou um gabinete de guerra que incluía vários antigos oponentes políticos. Os trabalhistas sofreram perdas significativas nas eleições 1943, embora o partido tenha mantido a maioria.
Após a guerra, Fraser atuou ativamente nos assuntos da "nova" Commonwealth e é creditado por aumentar a estatura internacional da Nova Zelândia. Fraser liderou seu partido à quarta vitória eleitoral consecutiva em 1946, embora com uma maioria ainda mais reduzida. As consequências da guerra, incluindo a escassez contínua, estavam a afetar a popularidade do seu governo. Os trabalhistas perderam as eleições de 1949 e o governo de Fraser foi sucedido pelo primeiro governo do Partido Nacional.

## Biografia
Natural da Escócia, Peter Fraser nasceu em Hill of Fearn, uma pequena vila perto da cidade de Tain, na região montanhosa de Easter Ross. Ele recebeu educação básica, mas teve que abandonar a escola devido à precária situação financeira de sua família. Embora aprendiz de carpinteiro, acabou por abandonar este ofício devido a uma visão extremamente fraca - mais tarde na vida, confrontado com dificuldades na leitura de documentos oficiais, insistia em relatórios falados em vez de escritos. Antes da deterioração da sua visão, no entanto, ele leu extensivamente – com ativistas socialistas como Keir Hardie e Robert Blatchford entre os seus favoritos. 
Tornando-se politicamente ativo no início da adolescência, aos 16 anos alcançou o cargo de secretário da Associação Liberal local e, oito anos depois, em 1908, ingressou no Partido Trabalhista Independente. 

## Mudança para a Nova Zelândia
Dois anos depois, aos 26 anos, depois de procurar emprego em Londres, sem sucesso, Fraser decidiu mudar-se para a Nova Zelândia, tendo aparentemente escolhido o país acreditando que este possuía um forte espírito progressista. 
Ele conseguiu emprego como estivador (ou "cais") ao chegar a Auckland e envolveu-se na política sindical ao ingressar no Partido Socialista da Nova Zelândia. Fraser trabalhou como gerente de campanha de Michael Joseph Savage como candidato socialista pelo eleitorado Central de Auckland. Ele também esteve envolvido na Federação do Trabalho da Nova Zelândia, que representou em Waihi durante a greve dos mineiros de Waihi em 1912. Mudou-se para Wellington, capital do país, pouco depois. Savage passou a ser o antecessor de Fraser no cargo como o primeiro primeiro-ministro trabalhista do país. 
Em 1913, participou na fundação do Partido Social Democrata e, durante o ano, no âmbito da sua actividade sindical, viu-se preso por violações da paz. Embora a detenção não tenha tido repercussões graves, provocou uma mudança de estratégia – ele afastou-se da ação directa e começou a promover uma via parlamentar para o poder. 
Após a entrada da Grã-Bretanha na Primeira Guerra Mundial, ele se opôs fortemente à participação da Nova Zelândia, uma vez que, compartilhando a crença de muitos pensadores de esquerda, Fraser considerou o conflito uma "guerra imperialista", travada por razões de interesse nacional e não de princípio. 

## Fundação do Partido Trabalhista

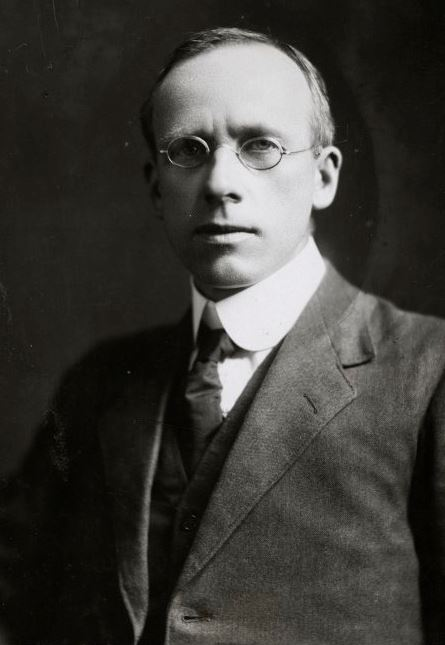
Fraser em 1918

Em 1916, Fraser envolveu-se na fundação do Partido Trabalhista da Nova Zelândia, que absorveu grande parte dos membros do moribundo Partido Social Democrata. Os membros escolheram Harry Holland como líder do Partido Trabalhista. Michael Joseph Savage, antigo aliado de Fraser no Partido Socialista da Nova Zelândia, também participou. 
Mais tarde, em 1916, o governo prendeu Fraser e vários outros membros do novo Partido Trabalhista sob a acusação de sedição. Isto resultou da sua oposição aberta à guerra e, particularmente, do seu apelo à abolição do recrutamento. Fraser foi condenado a um ano de prisão. Ele sempre rejeitou o veredicto, alegando que só teria cometido subversão se tivesse tomado medidas activas para minar o recrutamento, em vez de apenas expressar a sua desaprovação. 
Após sua libertação da prisão, Fraser trabalhou como jornalista para o jornal oficial do Partido Trabalhista. Ele também retomou suas atividades dentro do Partido Trabalhista, inicialmente na função de gerente de campanha de Harry Holland.

## Política local
Em 1919, Fraser concorreu ao Partido Trabalhista para o Conselho Municipal de Wellington. Ele e três outros foram os primeiros candidatos trabalhistas a conquistar cargos no conselho desde antes da guerra. Fraser liderou um movimento no conselho para estabelecer um departamento municipal de distribuição de leite em Wellington, que permaneceria em operação até a década de 1990.  Ele foi reeleito em 1921, embora o Trabalhismo tenha perdido terreno ganhando apenas duas cadeiras. Em 1923, Fraser concorreu à prefeitura de Wellington. Ele adotou uma estratégia de "tudo ou nada" ao concorrer apenas à prefeitura, recusando a indicação para concorrer também ao conselho.  Fraser teve uma pontuação melhor do que qualquer candidato trabalhista a prefeito na história da Nova Zelândia, mas perdeu por apenas 273 votos para Robert Wright, no resultado mais próximo que Wellington já viu.  
Fraser voltou ao conselho quando foi persuadido a concorrer nas eleições suplementares de 1933. Wright foi seu principal oponente e foi vitorioso em uma forte disputa eleitoral que foi apelidada pela mídia como uma repetição de "jogo de rancor" de 1923.   Fraser foi reeleito para o Conselho em 1935, liderando a votação com mais votos do que qualquer outro candidato.  No ano seguinte, decidiu renunciar ao conselho para se concentrar nas suas funções ministeriais. Uma eleição suplementar foi evitada quando Andrew Parlane, também o candidato malsucedido com maior votação em 1935, foi o único candidato indicado. 

## Início da carreira parlamentar
| Anos      | Termo | Eleitorado         | Partido             |
| --------- | ----- | ------------------ | ------------------- |
| 1918–1919 | 19º   | Wellington Central | Partido Trabalhista |
| 1919–1922 | 20º   | Wellington Central | Partido Trabalhista |
| 1922–1925 | 21º   | Wellington Central | Partido Trabalhista |
| 1925–1928 | 22º   | Wellington Central | Partido Trabalhista |
| 1928–1931 | 23º   | Wellington Central | Partido Trabalhista |
| 1931–1935 | 24º   | Wellington Central | Partido Trabalhista |
| 1935–1938 | 25º   | Wellington Central | Partido Trabalhista |
| 1938–1943 | 26º   | Wellington Central | Partido Trabalhista |
| 1943–1946 | 27º   | Wellington Central | Partido Trabalhista |
| 1946–1949 | 28º   | Brooklyn           | Partido Trabalhista |
| 1949–1950 | 29º   | Brooklyn           | Partido Trabalhista |

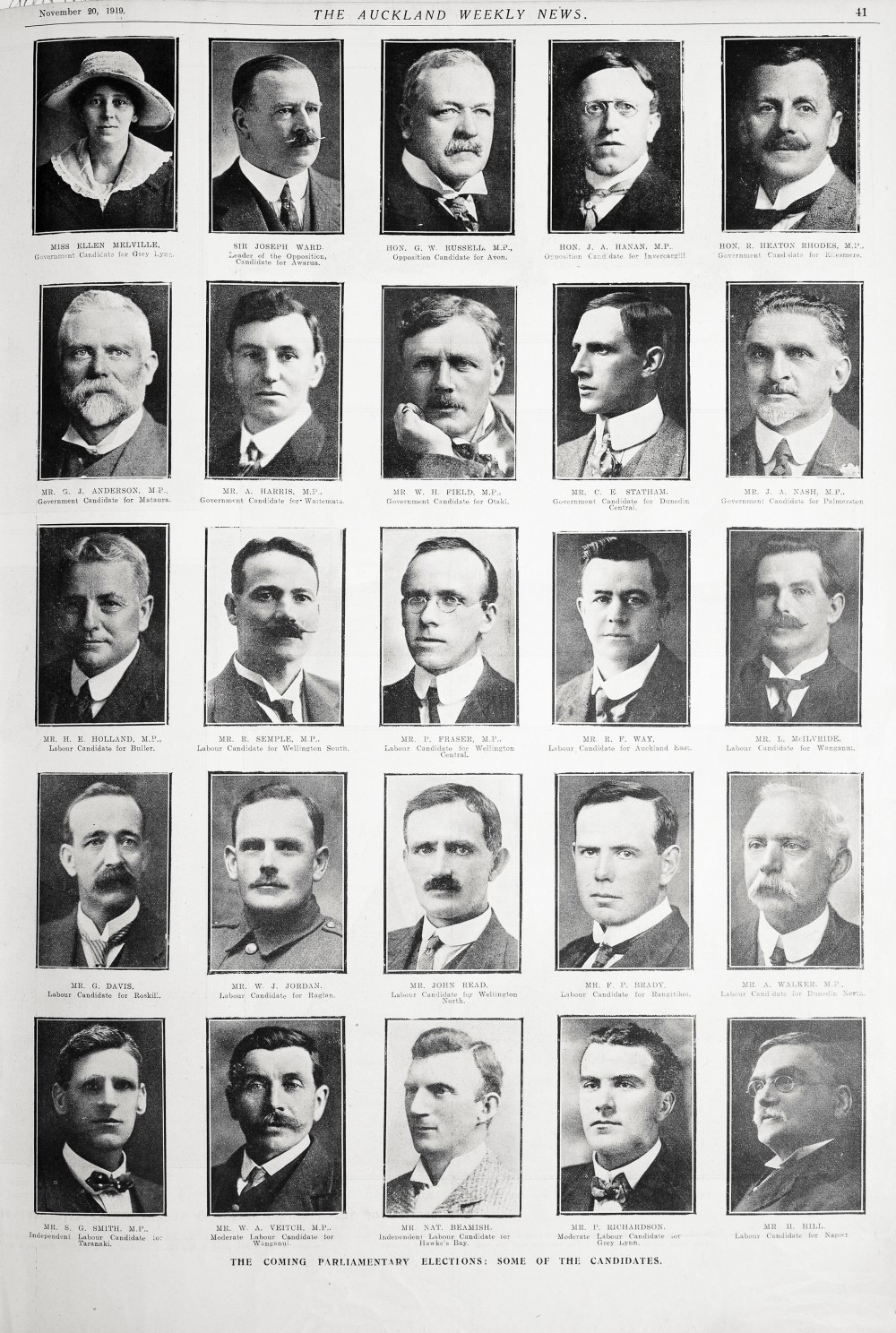
Cartaz apresentando candidatos às eleições gerais de 1919, incluindo Peter Fraser (centro)

Em uma eleição suplementar de 1918, Fraser ganhou a eleição para o Parlamento, conquistando o eleitorado de Wellington Central.  Ele logo se destacou por seu trabalho no combate à epidemia de gripe de 1918-1919, da qual o próprio Fraser foi sobrevivente.
Durante seus primeiros anos no parlamento, Fraser desenvolveu uma noção mais clara de suas crenças políticas. Embora inicialmente entusiasmado com a Revolução Russa de Outubro de 1917 e seus líderes bolcheviques, ele os rejeitou logo depois e acabou se tornando um dos mais fortes defensores da exclusão dos comunistas do Partido Trabalhista. O seu compromisso com a política parlamentar, em vez de com a ação directa, tornou-se mais firme, e ele teve uma influência moderadora em muitas políticas do Partido Trabalhista.
As opiniões de Fraser colidiram consideravelmente com as de Harry Holland, ainda servindo como líder, mas o partido gradualmente mudou suas políticas para longe da extrema esquerda do espectro. Fraser rapidamente se convenceu de que a ação política através do processo parlamentar era o único curso de ação realista para alcançar as ambições do movimento trabalhista. Como resultado, aceitou os compromissos inevitáveis (que Holland  não aceitou) que a obtenção do sucesso parlamentar exigia. 
Em 1933, porém, Holland morreu, deixando a liderança vaga. Fraser considerou contestá-la, mas acabou apoiando Michael Joseph Savage, o vice mais moderado de Holland. Fraser tornou-se o novo vice-líder.  Embora Savage representasse opiniões talvez menos moderadas do que Fraser, faltava-lhe a ideologia extrema da Holanda. Com o Trabalhismo agora possuindo uma imagem "mais suave" e a coalizão conservadora existente lutando contra os efeitos da Grande Depressão, o partido de Savage conseguiu vencer as 1935 election e formar um governo.
Fraser serviu como vice-presidente do Partido Trabalhista em 1919–1920 e como presidente do partido em 1920–1921. 

## Ministro do gabinete
Na nova administração, Fraser tornou-se Ministro das Relações Exteriores, Ministro dos Territórios Insulares, Ministro da Saúde, Ministro da Educação e Ministro da Marinha.  Mostrou-se extremamente ativo como ministro, muitas vezes trabalhando dezessete horas por dia, sete dias por semana. Durante seus primeiros anos no gabinete, sua esposa, Janet, teve um escritório ao lado do dele e trabalhou como sua assistente de pesquisa e conselheira para poder passar mais tempo com ele. Ela também preparava refeições para ele durante seus longos dias no parlamento. 
Ele tinha um interesse particular pela educação, que considerava vital para a reforma social. A nomeação de C. E. Beeby para o Departamento de Educação proporcionou-lhe um aliado valioso para estas reformas. Fraser acreditava apaixonadamente que a educação tinha um papel importante a desempenhar na reforma social que ele desejava. 
As perspectivas culturais estreitamente elitistas e anglófilas de Fraser são ilustradas por seu papel crucial no planejamento das celebrações do Centenário de 1940 na Nova Zelândia. Ele usou seu protegido cultural James Shelly, um inglês que insistia que a Inglaterra deveria ser a fonte da vida cultural da Nova Zelândia – e por “cultural” Shelley e Fraser queriam dizer a chamada alta cultura proveniente da Inglaterra. Como chefe das Celebrações Musicais do Centenário de 1940, Shelley seguiu Fraser ao insistir que a música seria apenas de "alta" cultura. Ele assegurou a Fraser que "estabeleceram sociedades musicais que, ao longo da história da Nova Zelândia, fizeram um trabalho tão magnífico e eficaz no desenvolvimento e manutenção viva da apreciação da boa música que é tão essencial para o desenvolvimento cultural do povo de qualquer país". Para implementar isto, o governo importaria da Inglaterra "um conselheiro musical e um número suficiente de solistas notáveis". O resultado: “um suntuoso banquete de boa música”. Nem Fraser nem Shelley consideraram envolver artistas e performers nascidos na Nova Zelândia. 

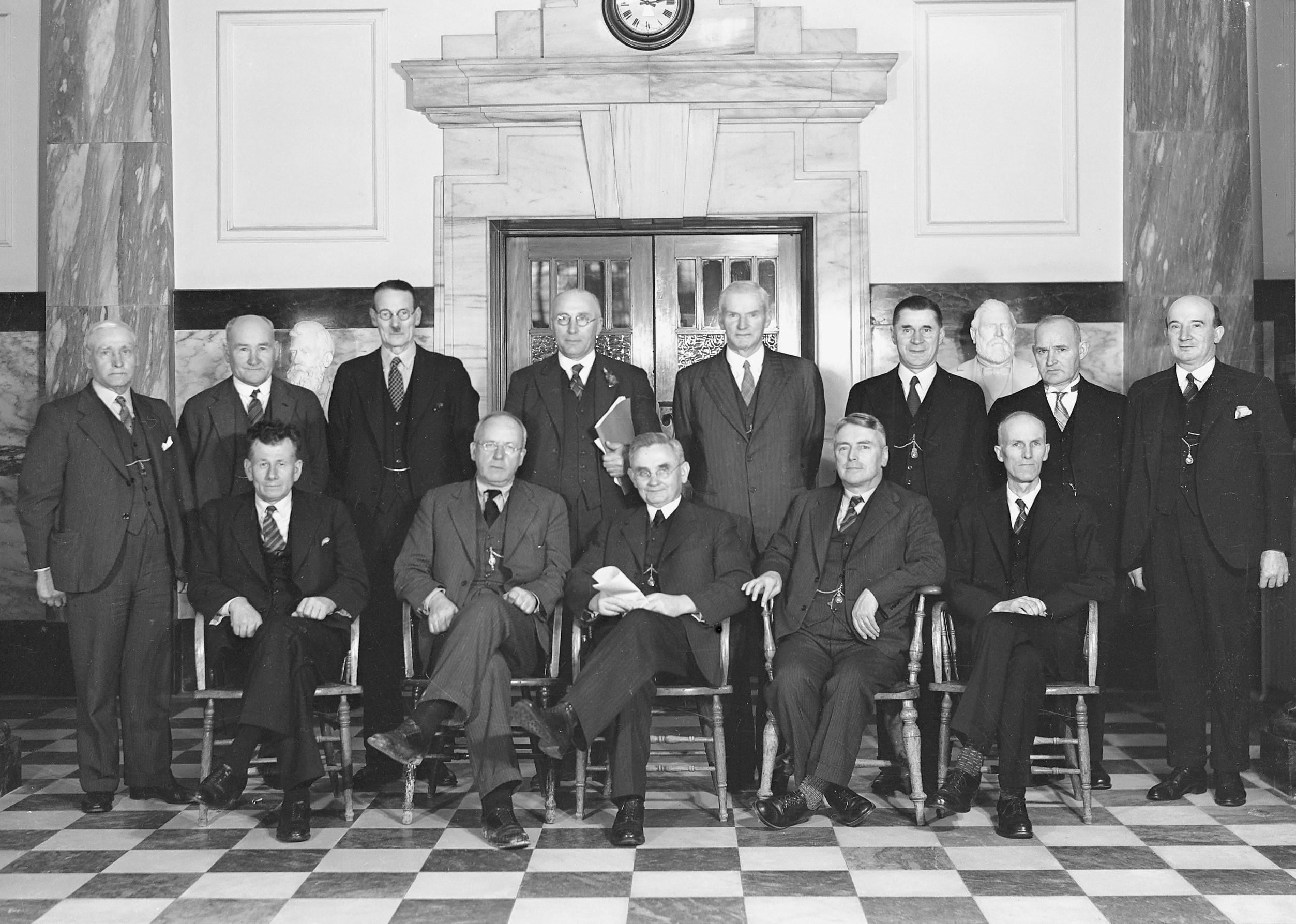
Gabinete do Trabalho, 1935. Fraser está sentado na primeira fila, segundo à direita, ao lado de Savage

Como Ministro da Saúde, Fraser também se tornou a força motriz por trás da Lei da Segurança Social de 1938. A lei propôs um sistema de saúde abrangente, gratuito no local de utilização; enfrentou forte oposição, particularmente da filial neozelandesa da Associação Médica Britânica.  Eventualmente, Fraser negociou com eficácia suficiente para forçar a Associação a ceder. Felizmente para ele, Janet Fraser era voluntária há muito tempo nas áreas de saúde e bem-estar e era uma conselheira e colaboradora inestimável. 
Quando eclodiu a Segunda Guerra Mundial em 1939, Fraser já havia assumido a maior parte das funções de liderança nacional. Michael Joseph Savage estava doente há algum tempo e estava à beira da morte, embora as autoridades tenham ocultado isso do público. Fraser teve que assumir a maioria das funções do primeiro-ministro, além das suas próprias funções ministeriais.  As disputas internas dentro do Partido Trabalhista tornaram a posição de Fraser mais difícil. John A. Lee, um socialista notável dentro do Partido, desaprovou veementemente a tendência percebida do partido em direção ao centro político e criticou fortemente Savage e Fraser. Os ataques de Lee, no entanto, tornaram-se fortes o suficiente para que até mesmo muitos de seus apoiadores os denunciassem. Fraser e seus aliados agiram com sucesso para expulsar Lee do Partido em 25 de março de 1940.

## Primeiro-ministro
Quando Savage morreu em 27 de março, Fraser disputou com sucesso a liderança contra Gervan McMillan e Clyde Carr. Ele teve, no entanto, que dar à bancada do partido o direito de eleger pessoas para o Gabinete sem a aprovação do Primeiro-ministro - uma prática que continua sendo uma característica do Partido Trabalhista até hoje. 
Apesar da concessão, Fraser permaneceu no comando, alienando ocasionalmente colegas devido a um estilo de governo descrito por alguns como "autoritário". Parte da sua determinação em exercer o controle pode ter surgido devido à guerra, na qual Fraser se concentrou quase exclusivamente. No entanto, certas medidas que ele implementou, como censura, controles salariais e recrutamento, revelaram-se impopulares junto ao partido. Em particular, o recrutamento provocou forte oposição, especialmente porque o próprio Fraser se opôs a ele durante a Primeira Guerra Mundial. Fraser respondeu que os combates na Segunda Guerra Mundial, ao contrário da Primeira Guerra Mundial, tiveram de facto uma causa válida, tornando o recrutamento um mal necessário. Apesar da oposição dentro do Partido Trabalhista, um número suficiente do público em geral apoiou o recrutamento para permitir a sua aceitação. 

### Segunda Guerra Mundial

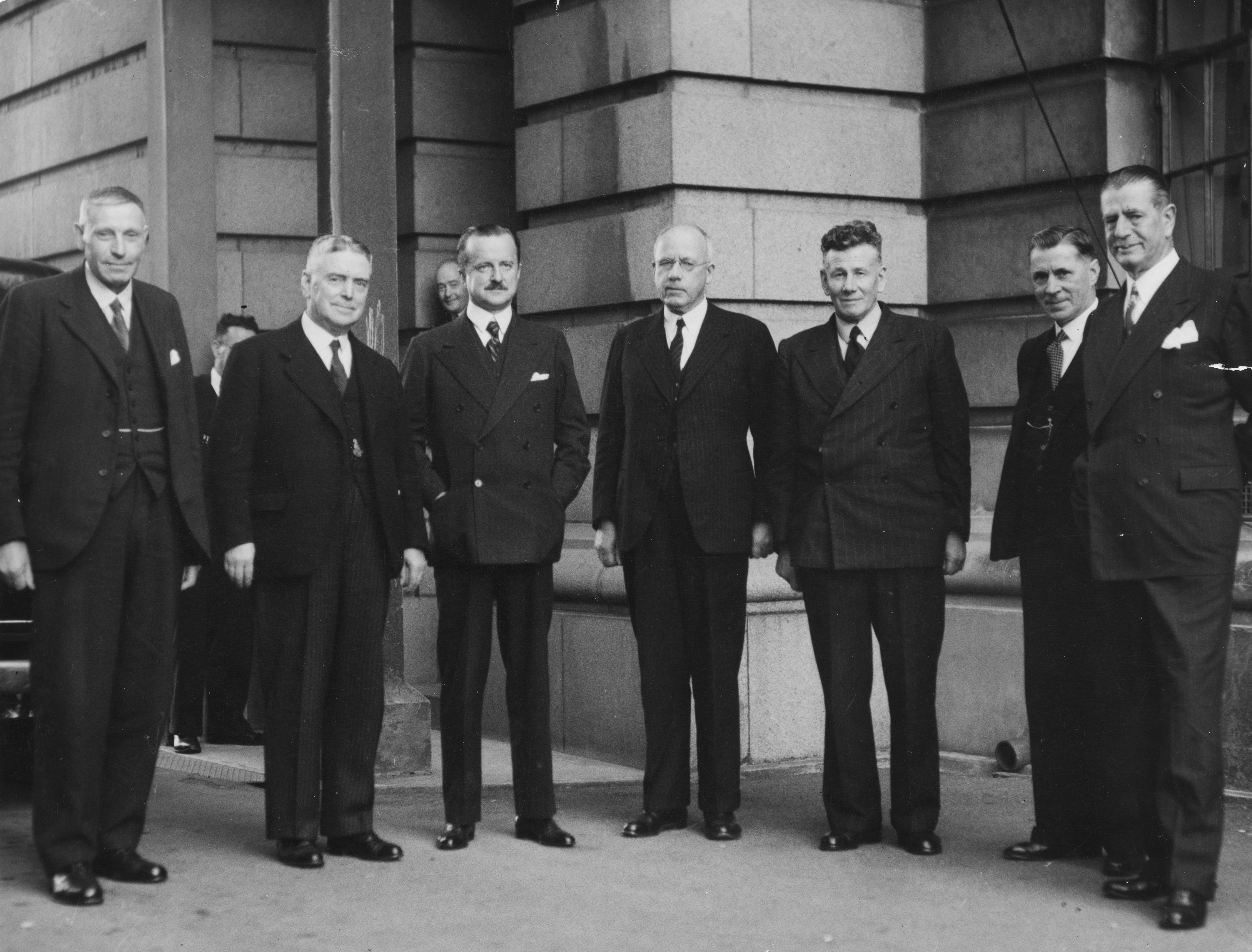
Fotografia de retrato de grupo tirada em uma reunião de ministros em 1941. Fraser está parado no centro. O ex-primeiro-ministro e deputado nacional dissidente Gordon Coates está na extrema direita.

Fraser foi um dos poucos na Nova Zelândia que compreendeu instantaneamente que a guerra significava não apenas o envolvimento dos militares, mas de todo o país. Estas implicações nem sempre foram reconhecidas nem pelo seu próprio partido nem pela oposição. Como resultado, Fraser desenvolveu ainda mais uma tendência autoritária; isto refletia a sua insistência na importância esmagadora do esforço de guerra acima de tudo. 
Durante a guerra, Fraser tentou construir apoio para um entendimento entre o Trabalhismo e o seu principal rival, o Partido Nacional. No entanto, a oposição dentro de ambos os partidos impediu a obtenção de um acordo e os Trabalhistas continuaram a governar sozinhos. Fraser, no entanto, trabalhou em estreita colaboração com Gordon Coates, um ex-primeiro-ministro e agora um rebelde do Partido Nacional - Fraser elogiou Coates por sua disposição de deixar de lado sua lealdade partidária, e parece ter acreditado que o líder nacional Sidney Holland colocou os interesses de seu partido antes da unidade nacional. 
Em termos do esforço de guerra em si, Fraser tinha uma preocupação particular em garantir que a Nova Zelândia mantivesse o controlo sobre as suas próprias forças. Ele acreditava que os países mais populosos, especialmente a Grã-Bretanha, viam as forças armadas da Nova Zelândia como uma mera extensão das suas próprias, e não como as forças armadas de uma nação soberana. Depois de perdas particularmente graves da Nova Zelândia na campanha grega em 1941, Fraser decidiu ter uma palavra a dizer sobre onde posicionar as tropas da Nova Zelândia. Fraser insistiu com os líderes britânicos que Bernard Freyberg, comandante da 2ª Força Expedicionária da Nova Zelândia, deveria reportar-se ao governo da Nova Zelândia tão extensivamente quanto às autoridades britânicas.

Quando o Japão entrou na guerra em dezembro de 1941, Fraser teve que escolher entre chamar de volta as forças da Nova Zelândia para o Pacífico (como a Austrália havia feito) ou mantê-las no Oriente Médio (como solicitou o primeiro-ministro britânico Winston Churchill). As opiniões estavam divididas sobre a questão e os recursos humanos da Nova Zelândia já estavam esgotados. Fraser recebeu garantias do presidente dos EUA, Franklin D. Roosevelt, de que as forças americanas seriam disponibilizadas para a defesa da Nova Zelândia. A população local tinha uma visão compreensível de que o lugar adequado da divisão era defender as suas casas. Fraser avaliou as opiniões públicas contra os argumentos estratégicos envolvidos e acabou optando por deixar a Força Expedicionária da Nova Zelândia onde estava. 
Numa notável demonstração de perspicácia e habilidade política, ele convenceu então um governo e um Parlamento divididos a darem o seu total apoio [para deixar o exército em África]. Foi uma liderança da mais alta ordem.

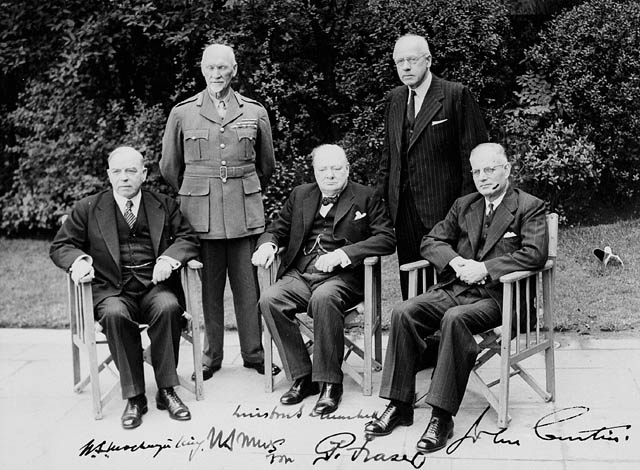
Fraser (em pé, à direita) na Conferência de Primeiros-ministros da Commonwealth de 1944, em Londres

Fraser teve um relacionamento muito difícil com o secretário de Estado dos EUA, Cordell Hull, especialmente por causa do Pacto de Camberra em janeiro de 1944. Hull deu a Fraser uma reprimenda dura e bastante humilhante quando Fraser visitou Washington, D.C. em meados de 1944, o que resultou na marginalização, até certo ponto, dos militares da Nova Zelândia na condução da Guerra do Pacífico.

### Motim de licença
No início de 1943, Fraser enfrentou um grande problema militar e estratégico que também teve implicações políticas significativas neste ano eleitoral na Nova Zelândia. A Divisão da Nova Zelândia, parte do Oitavo Exército no Norte da África, estava agora cansada da batalha. A maior parte da Divisão estava no exterior há quase três anos. Quase 43% das tropas sofreram baixas. "Os homens estavam com saudades de casa, exaustos e cansados da guerra." 
Em 1943, Fraser providenciou para que 6.000 homens voltassem para casa vindos do teatro do Mediterrâneo para uma licença de três meses (período de licença militar), antecipando que os homens agradecidos e suas famílias estariam mais dispostos a votar no Partido Trabalhista nas eleições gerais.  Ao chegarem, porém, muitos dos veteranos ficaram furiosos com o número de ocupações reservadas, alguns dos quais fabricavam bens servis inúteis para o esforço de guerra. Além disso, os sindicatos garantiram que fossem atribuídos bónus e salários elevados aos trabalhadores do sector das munições, muito superiores ao dinheiro pago aos homens em combate. "Nenhum homem duas vezes antes de cada homem primeiro" tornou-se um dos mantras dos soldados que retornavam, e vários milhares deles obtiveram isenção de serviços adicionais devido à idade ou ao casamento. 
Alguns dos restantes foram submetidos a corte marcial, condenados a 90 dias de prisão e forçados a regressar (embora alguns tenham desertado e não tenham sido encontrados. Além disso, foi-lhes negada uma pensão militar e recusados empregos públicos. Devido à censura, o público ouviu pouco sobre os protestos e o caso, conhecido como "Motim Furlough", foi omitido dos livros de história do pós-guerra por muitos anos. 

### Relações com a Austrália
O governo de Fraser também estabeleceu um entendimento de trabalho muito mais próximo com o governo trabalhista na Austrália. Ele assinou o Acordo Austrália-Nova Zelândia de 1944, no qual Fraser, sob pressão do ministro das Relações Exteriores da Austrália, Herbert Vere Evatt, exagerou na tentativa de garantir que os interesses da Austrália e da Nova Zelândia no Pacífico não fossem esquecidos na guerra ou em seus consequências.  A Nova Zelândia e a Austrália estavam ambas ansiosas por ter a sua contribuição no planeamento da Guerra do Pacífico e, mais tarde, nas decisões das "Grandes Potências" na formação do mundo do pós-guerra. 

### Pós-guerra
Após o fim da guerra, Fraser dedicou muita atenção à formação das Nações Unidas na conferência de São Francisco (UNCIO) em 1945; este "foi o apogeu da carreira de Fraser".  Notável pela sua forte oposição à atribuição de poderes de veto aos membros permanentes do Conselho de Segurança das Nações Unidas, ele frequentemente falava não oficialmente em nome de estados menores. Foi eleito presidente de um dos principais comités que consideravam os territórios dependentes e, no ano seguinte, em Londres, foi presidente de um dos comités socioeconómicos na primeira assembleia em Londres. Ele conquistou o respeito de muitos estadistas mundiais através do seu compromisso com os princípios, da sua energia e, acima de tudo, da sua habilidade como presidente.  Foi à estatura de Fraser que mais tarde a Nova Zelândia deveu muito da sua reputação internacional favorável. 
Fraser teve uma relação de trabalho particularmente estreita com Alister McIntosh, chefe do departamento do primeiro-ministro durante a maior parte do mandato de Fraser e depois do Departamento de Relações Exteriores, criado em 1946. McIntosh descreveu em particular sua frustração com o vício em trabalho de Fraser e com a insensibilidade de Fraser em relação às necessidades da vida privada dos funcionários; mas os dois homens tinham um relacionamento genuinamente afetuoso.
Fraser também assumiu o cargo de Ministro de Assuntos Nativos (que rebatizou de Assuntos Māori) em 1947. Fraser já tinha interesse nas preocupações Māori há algum tempo e implementou uma série de medidas destinadas a reduzir a desigualdade. A Lei Maori de Avanço Social e Econômico, que ele introduziu em 1945, permitiu o envolvimento e controle dos Māori sobre programas de bem-estar e outras formas de assistência. 

### Nova Commonwealth

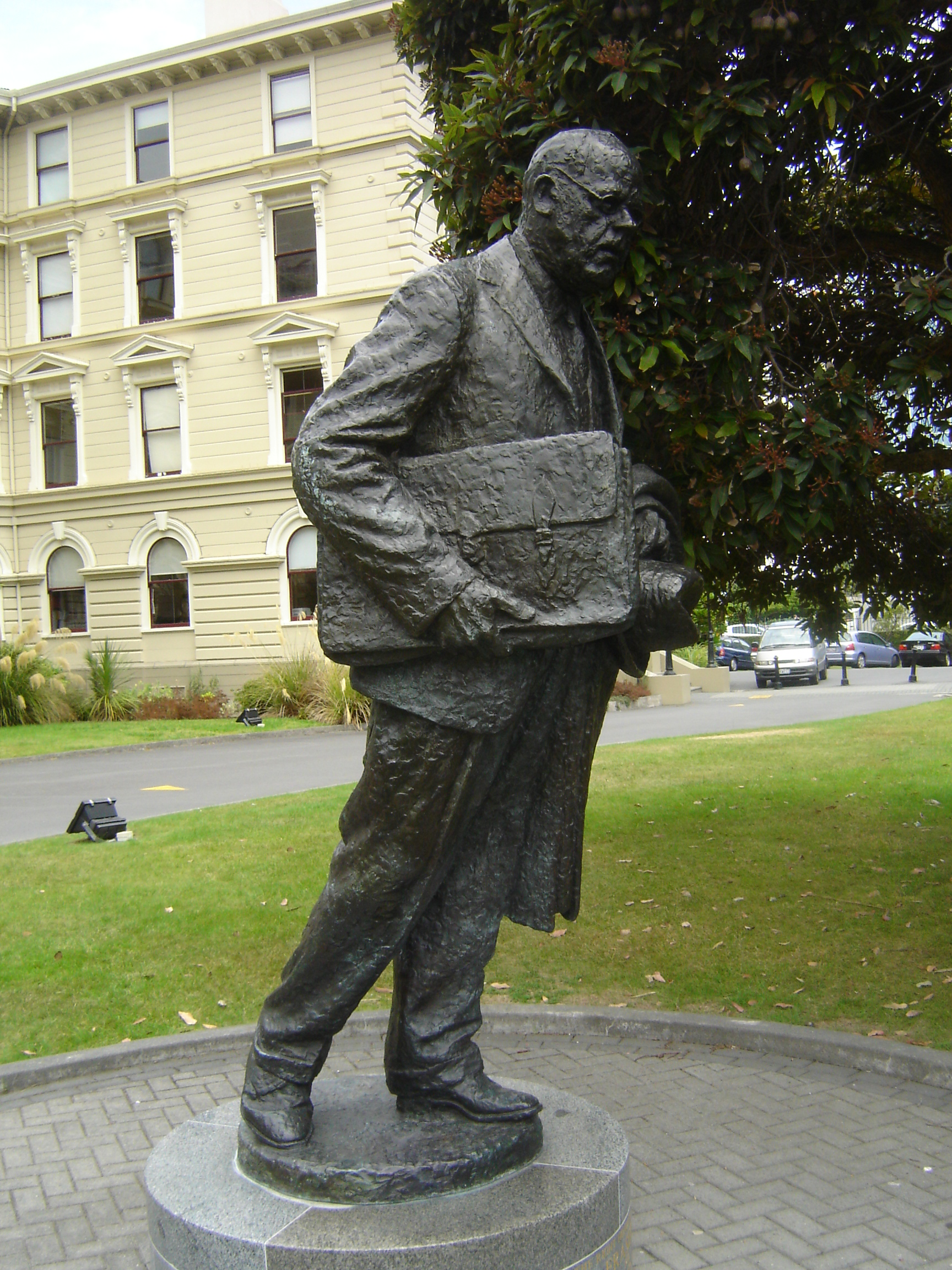
Uma estátua de Fraser na Reserva Histórica dos Edifícios Governamentais em Wellington.

O governo de Fraser propôs adotar o Estatuto de Westminster de 1931 em seu Discurso do Trono em 1944 (dois anos depois que a Austrália adotou a Lei), a fim de obter maior independência constitucional. Durante o debate Address-In-Reply, a oposição opôs-se veementemente à adopção proposta, alegando que o Governo estava a ser desleal ao Reino Unido. O deputado nacional de Tauranga, Frederick Doidge, argumentou: "Conosco, a lealdade é um instinto tão profundo quanto a religião". 
A proposta foi enterrada. Ironicamente, a oposição nacional levou à adopção do Estatuto em 1947, quando o seu líder e futuro primeiro-ministro Sidney Holland apresentou um projecto de lei para membros privados para abolir o Conselho Legislativo, a câmara alta do parlamento do país. Como a Nova Zelândia exigia o consentimento do Parlamento do Reino Unido para alterar a Lei Constitucional da Nova Zelândia de 1852, Fraser decidiu adotar o Estatuto com a Lei de Adoção do Estatuto de Westminster de 1947.  
A adopção do Estatuto de Westminster foi logo seguida pelo debate sobre o futuro da Comunidade Britânica na sua transformação na Comunidade das Nações. Em abril de 1949, a Irlanda, antigo Estado Livre Irlandês, declarou-se uma república e deixou de ser membro da Commonwealth. Em resposta a isso, o Parlamento da Nova Zelândia aprovou a Lei da República da Irlanda no ano seguinte, que tratava a Irlanda como se ainda fosse membro da Commonwealth.  Entretanto, a Índia recém independente teria de deixar a Commonwealth ao tornar-se também uma república, embora fosse opinião do primeiro-ministro indiano que a Índia deveria permanecer membro da Commonwealth como uma república. Fraser acreditava que a Commonwealth poderia, como grupo, enfrentar os males do colonialismo e manter a solidariedade da defesa comum. 

Para Fraser, a aceitação da Índia como membro republicano ameaçaria a unidade política da Commonwealth. Fraser conhecia o seu público interno e foi duro com o republicanismo ou com a fraqueza da defesa para desviar as críticas do Partido Nacional, de oposição leal e de mentalidade imperialista. Os trabalhistas estavam no cargo há quatorze anos e enfrentavam uma difícil batalha para manter o poder contra o National nas eleições gerais, que ocorreriam poucos meses após a importante Conferência de Primeiros-Ministros da Commonwealth, em abril de 1949. Em março de 1949, Fraser escreveu ao primeiro-ministro canadense, Louis St. Laurent, declarando sua frustração e desconforto com a posição da Índia. Saint Laurent indicou que não poderia comparecer à reunião onde a questão do estatuto republicano da Índia dominaria. Fraser argumentou:
Tenho o maior desejo de ver a Índia retida na Commonwealth, mas, de momento, não vejo meios satisfatórios de conseguir isso. Será que os membros da Commonwealth que desejam manter a Coroa acabarão com uma forma de palavras que abrange um acordo que é totalmente nebuloso? Será que temos justificação para libertar a Índia das obrigações que o resto de nós assume voluntariamente, sem qualquer acomodação razoável por parte da Índia em troca?
Fraser não deixou dúvidas de que a Nova Zelândia se opunha à adesão da Índia como república quando declarou aos seus colegas em Downing Street:
A Nova Zelândia foi colonizada por pessoas de origem britânica, que construíram o seu novo país como uma extensão da pátria; e os seus sentimentos de lealdade e afeto para com a Família Real intensificaram-se com o passar do tempo. Ao longo das sucessivas etapas pelas quais alcançaram a plena independência nacional, a sua lealdade e lealdade tornaram-se progressivamente mais fortes. A Nova Zelândia não toleraria qualquer diluição dessas lealdades.
A conferência anulou a proposta de uma estrutura de dois níveis que teria os reinos tradicionais da Commonwealth, talvez com pactos de defesa, num nível, e os novos membros que optaram por uma república, no segundo nível. O compromisso final talvez seja melhor visto no título finalmente aceito para o Rei, como Chefe da Commonwealth. 
Fraser argumentou que o compromisso permitiu o dinamismo da Commonwealth, que no futuro permitiria que as ex-colônias da África se unissem como repúblicas e fossem baluartes desta Nova Commonwealth. Também permitiu à Nova Zelândia a liberdade de manter o seu estatuto individual de lealdade à Coroa e de prosseguir a defesa coletiva. Na verdade, Fraser telegrafou a um ministro sénior, Walter Nash, depois de ter sido tomada a decisão de aceitar a Índia, dizendo que "embora a Declaração não seja como eu teria desejado, é no geral aceitável e máxima possível, e de forma alguma deixa a nossa posição intacta". 

### Declínio e derrota

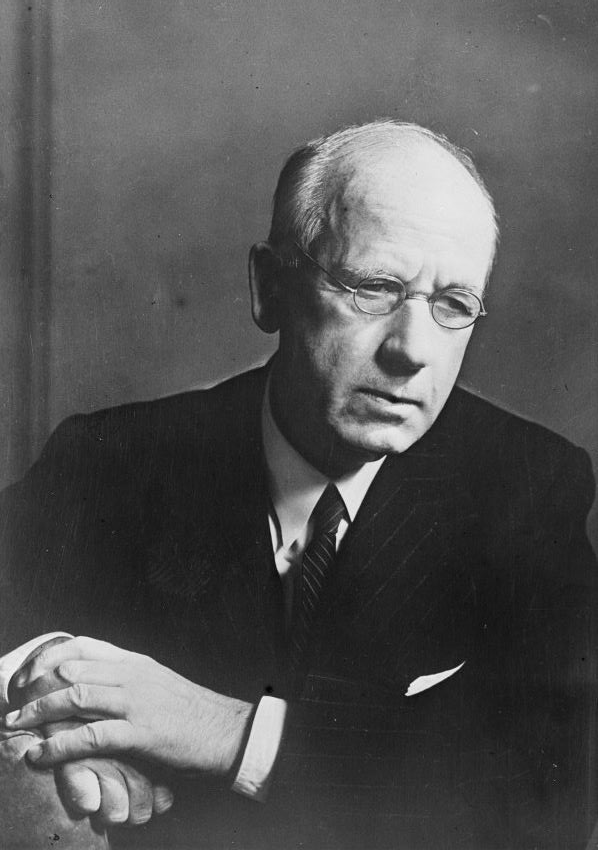
Fraser, c. 1946

Embora tenha renunciado ao papel de Ministro da Educação no início do seu mandato como primeiro-ministro, ele e Walter Nash continuaram a ter um papel ativo no desenvolvimento da política educacional com C. E. Beeby.
A maioria trabalhista nas eleições de 1946 foi reduzida a um assento. As consequências da guerra estavam afetando a popularidade de seu governo. Fraser mudou-se para a sede de Wellington, no Brooklyn, que ocupou até sua morte. De 1940 a 1949, Fraser morou em uma casa "Hill Haven" em 64–66 Harbour View Road, Northland, Wellington, que foi comprada para uso do então doente Savage em 1939. 
As políticas internas de Fraser foram criticadas. A sua lentidão na eliminação do racionamento em tempos de guerra e o seu apoio ao treino militar obrigatório durante os tempos de paz no referendo de 1949 prejudicaram-no particularmente politicamente. Alguns consideraram isso hipócrita em comparação com os sentimentos anteriores de Fraser sobre o assunto. Muito no início de sua carreira, em 1927, ele disse que o treinamento militar obrigatório estava "desatualizado, ineficiente e não valia o dinheiro gasto nele". 
Com o apoio cada vez menor dos eleitores trabalhistas tradicionais e uma população cansada das medidas de guerra, a popularidade de Fraser diminuiu. Nesta fase de sua carreira, Fraser confiou fortemente na "máquina" do partido. Como resultado, o fosso entre a liderança do partido e os membros comuns aumentou ao ponto de o entusiasmo político do Partido Trabalhista diminuir.  Nas 1949 election o Partido Nacional derrotou seu governo.

## Líder da oposição
Após a derrota eleitoral, Fraser tornou-se Líder da Oposição, mas o declínio da saúde o impediu de desempenhar um papel significativo. Ele morreu aos 66 anos, exatamente um ano depois de deixar o governo. Seu sucessor como líder do Partido Trabalhista foi Walter Nash. Seu sucessor no eleitorado Brooklyn, eleito na eleição suplementar de 1951 no Brooklyn, foi Arnold Nordmeyer. 

## Vida pessoal
Em 1º de novembro de 1919, um ano após sua eleição para o parlamento, Fraser casou-se com Janet Kemp (nascida Munro), de Glasgow e também ativista política. Eles permaneceram juntos até a morte de Janet em 1945, cinco anos antes do falecimento de Fraser.  Durante o tempo de Fraser como primeiro-ministro, Janet viajou com ele e atuou como "conselheira política, pesquisadora, guardiã e sistema de apoio pessoal".  Suas ideias influenciaram sua filosofia política.  O casal não teve filhos, embora Janet tivesse um filho do primeiro casamento com George Kemp. 

## Morte
Fraser morreu em Wellington em 12 de dezembro de 1950, de ataque cardíaco após hospitalização com gripe. Seu corpo ficou exposto nos edifícios do Parlamento da Nova Zelândia por três dias e um funeral de estado foi conduzido pelo Moderador da Igreja Presbiteriana.  Ele está enterrado no Cemitério Karori. 

## Honras
Em 1935, Fraser foi premiado com a Medalha do Jubileu de Prata do Rei Jorge V,  e em 1937, foi premiado com a Medalha de Coroação do Rei Jorge VI.  Foi nomeado Conselheiro Privado em 1940 e Membro da Ordem dos Companheiros de Honra em 1946. 
Em 2021, Janet Fraser e Peter Fraser, em reconhecimento à sua ajuda às crianças polacas, foram galardoados pelo Presidente da Polônia com a Medalha Virtus et Fraternitas. 